# Gustav Roch
Gustav Roch (1839-1866) va ser un matemàtic alemany mort prematurament als vint-i-sis anys.
Va iniciar els seus estudis a l'escola de Dresden i els va continuar a la de Neustadt quan la família es va traslladar a aquesta localitat. El seu pare volia que estudiés química; per això, va començar els seus estudis superiors a la Universitat Tècnica de Dresden. Però un dels seus professors a Dresden, Oskar Schlömilch, el va convèncer d'estudiar matemàtiques, per a les que estava molt dotat. El mateix any 1859, quan encara era a Dresden i amb només vint anys, ja va publicar el seu primer article científic.
Aquest mateix any, comença els seus estudis de matemàtiques a la universitat de Leipzig, en la que te com professors Moebius i Drobisch. També obté la beca Kregel-Sternbach que li permet ampliar estudis a Göttingen i Berlín. A Göttingen, queda tan impressionat per Riemann que decideix seguir els seus passos.
El 1862 retorna a Leipzig on es gradua i l'any següent obté la seva habilitació docent a la universitat de Halle, amb una tesi sobre la teoria de les funcions abelianes, dirigida per Eduard Heine, i a partir de 1863 és professor adjunt a Halle. El propi Heine el recomana per a un lloc de professor titular, però quan arriba el nomenament el 1866, Roch està molt malament de salut i ha de demanar una venia d'un semestre. Es trasllada a Venècia per recuperar-se, però mor en aquesta ciutat uns dies abans de complir vint-i-set anys.
En la seva curta vida, Roch va publicar 17 articles (un de ells de forma pòstuma), tots ells a la revista de Schlömilch o al Journal de Crelle. El mes destacable dels quals és el publicat el 1865 en aquesta segona revista amb el títol de Über die Anzahl der willkürlichen Konstanten in algebraischen Funktionen (Sobre el nombre de constants arbitràries en funcions algebraiques), en el qual es demostra el teorema de Riemann-Roch, que ha estat una font constant de noves interpretacions, tan algebraiques com geomètriques, fins a les més recents de Hirzebruch (1954) i Grothendieck (1958).